# الشيوعي الفارسي
الحزب الشيوعي الفارسي (بالفارسية: حزب کمونیست ایران، "Ḥezb-e komūnīst-e Iran"): كان حزباً شيوعياً إيرانياً. تأسس في الأصل باسم حزب العدالة (بالفارسية: فرقه عدالت، "Ferqa'ye ʿEdālat") في 1917 من قبل الحزب الديمقراطي الاجتماعي (إيران) السابق، الذي دعم البلاشفة المتمركزين في باكو، وشارك في الشيوعية الدولية في 1919 وأعيدت تسميته بـ "الحزب الشيوعي الفارسي" في 1920.